# Грибово (Ярославская область)
Грибово — деревня Огарковского сельского поселения Рыбинского района Ярославской области.
Деревня находится на правом берегу реки Волготня. В ряду деревень, следующих непрерывной чередой в нижнем течении этой реки, Грибово — верхняя по течению. Ниже Грибово на том же берегу реки на расстоянии около 700 м стоит деревня Ольгино, а на левом, противоположном — Степаньково. Деревня расположена далеко к востоку от стоящей на автомобильной дороге Р104 на участке Рыбинск-Пошехонье деревни Волково, к которой по правому берегу Волготни ведёт просёлочная дорога длиной около 4,5 км через Ольгино, Барщинку, Макарово. В направлении к юго-востоку от деревни, на расстоянии около 1,7 км проходит автомобильная дорога из Рыбинска на Арефино.
Деревня указана на плане Генерального межевания Рыбинского уезда 1792 г. как Деревня Грибова.
На 1 января 2007 года в деревне числился 1 постоянный житель . Деревня обслуживается почтовым отделением в Волково. По почтовым данным в деревне 4 дома.